# Melodifestivalen 1998
Melodifestivalen 1998 var den 38:e upplagan av musiktävlingen Melodifestivalen och samtidigt Sveriges uttagning till Eurovision Song Contest 1998.  
Finalen hölls på Malmö musikteater i Malmö den 14 mars 1998, där melodin "Kärleken är", framförd av Jill Johnson, vann, genom att ha fått högst totalpoäng av jurygrupperna. Sveriges Television beslöt att Malmö skulle få arrangera det här året, efter att Göteborg fått stå värd året innan, och man valde samtidigt att tillfälligt återgå till konceptet med att dela upp finalkvällen i två omgångar, som under åren 1982-88 och 1991-96. Därmed blev det fjortonde och sista gången det systemet användes. Likt de senaste åren gick halva startfältet (fem bidrag) till förinbjudna kompositörer, medan resterande bidrag togs ut via nationell inskickning. Det här året firade Melodifestivalen 40-årsjubileum (trots att Sverige deltagit trettiosju gånger i Eurovision Song Contest).
Kärleken är fick representera Sverige i ESC 1998 som arrangerades i Birmingham i Storbritannien den 9 maj 1998.

## Tävlingsupplägg[2]
Enomgångsfinalen året innan behölls inte till det här året, utan istället återgick televisionen till systemet att dela upp finalen i två omgångar. Dessutom togs två bidrag bort vilket gjorde att man bara fick tio tävlande bidrag. Likt de senaste årens system valdes halva startfältet in via en nationell inskickning av bidrag, medan resterande delen gick till förinbjudna kompositörer. Genom den allmänna inskickningen inkom totalt 1 121 bidrag, vilket var 102 färre än året innan. En urvalsjury beslöt efter genomlyssningar av den allmänna inskickningen vilka fem av dessa bidrag som skulle få tävla.
Inom ramen för det nationella inskicket är det bara känt att endast personer som var folkbokförda i Sverige senast hösten 1997 fick skicka in bidrag till festivalen det här året. Televisionen skulle ha inskickade bidrag tillhanda senast den 3 november 1997.
Tävlingen föregicks av stora artistproblem. Lasse Holm drog sig ur tävlingen, anklagad för att ha använt sitt eget program för att ta fram artister till tävlingen. Annika Fehling ersatte Lasse Holms plats i tävlingen. 
En strid uppstod om vem som skulle få framföra bidraget "Julia". Låtskrivarna till låten (Claes Andreasson och Torbjörn Wassenius) ville först att Myrra Malmberg skulle framföra låten. Då demon till låten var gjord på Bert Karlssons skivbolag Mariann, ville Karlsson att Arja Saijonmaa skulle framföra låten. Låtskrivarna ändrade sig dock efter samtal med Karlsson. Då hade dock redan SVT bundit sig till valet av Myrra Malmberg. 
Inför festivalen var det också mycket diskussioner kring det utvalda bidraget "Ta dig tid", eftersom det skrivits av Margareta Nilsson och Gertrud Hemmel, som båda anlitats som frilans hos Sveriges Television i Malmö. Trots denna jävfråga fick bidraget kvarstå i tävlan.
Det kan tilläggas att det här året är det senaste året som festivalen tävlades på det här sättet, dvs. finalen i två omgångar. När televisionen införde deltävlingar fyra år senare (år 2002) användes liknande sätt att gallra ur bidragen på, eftersom tittarna fick börja rösta fram finalbidragen. Däremot har samtliga finaler åren efter detta år bara körts i en omgång.

### Återkommande artister
| Artist         | Tidigare år (med placering) (Melodifestivalen) | Tidigare år (med placering) (ESC) |
| -------------- | ---------------------------------------------- | --------------------------------- |
| B.I.G.         | 1997 (6:a)                                     | –                                 |
| Nanne Grönvall | 19861 (4:a), 19871 (4:a), 19962 (1:a)          | 19962 (3:a)                       |

1 1986 och 1987 deltog Nanne Grönvall, då med namnet Nanne Nordqvist, i trion Sound Of Music.

2 1996 deltog Nanne Grönvall i gruppen One More Time.

## Finalkvällen
Finalen av festivalen 1998 direktsändes i SVT2 och SR P3 den 14 mars 1998 kl. 20.00-22.00 från Malmö musikteater i Malmö. Programledare var Pernilla Månsson och Magnus Karlsson. Anders Berglund var kapellmästare och kören bestod av Staffan Paulsson, Robert Persson, Inger Ohlén och Almaz Yebio. 
Likt festivalerna åren 1982-88 och 1991-96 avgjordes detta års festival i två omgångar. Först fick de tio bidragen framföras samtidigt som elva jurydistrikt runt om i landet röstade i en hemlig omgång. De fem bidragen som fick högst totalpoäng gick vidare till den andra omgången, där deras tidigare röster nu nollställdes. De bidrag som slogs ut fick dela på sjätteplatsen. Nu inleddes den andra omgången där jurygrupperna fick rösta på nytt och denna gång ge synliga poäng. Jurygrupperna gav 8 poäng till sin etta, 6 poäng till sin tvåa, 4 poäng till sin trea, 2 poäng till sin fyra och 1 poäng till sin femma. Därmed fick alla bidrag minst ett poäng.
Totalt var det elva jurydistrikt som röstade, fördelade över elva olika städer runt om i Sverige från norr till söder. Varje jurygrupp bestod av sju personer, dock är det okänt huruvida ålders-, köns- och yrkesindelningarna såg ut. Det här året blev det sista året där jurydistrikten fick hela makten att avgöra resultatet. Året därpå infördes telefonröstning som kombinerades med juryröstningen, med 50% makt vardera.
I de flesta låtarna, var det bara orkestern som användes. Några låtar hade också ett förinspelad band. Låtar 4 och 6 utförde mestadels med förinspelad musik.

### Första omgången

#### Startlista
Nedan listas bidragen i startordning i den första omgången. Bidrag med beige bakgrund tog sig till andra omgången.
Resterande låtar placerade sig på delad sjätte plats.
| Nr | Artist             | Låt                     | Upphovsmän (Text & musik)                                                      | Anmärkning |
| -- | ------------------ | ----------------------- | ------------------------------------------------------------------------------ | ---------- |
| 1  | Annika Fehling     | När en stjärna faller   | Annika Fehling (tm)                                                            | Utslagen   |
| 2  | B.I.G.             | Ingen annan väg         | Peo Thyrén (tm), Erika Evenlind (t), Stefan Almqvist (t), Richard Evenlind (m) | Till Final |
| 3  | Elisabeth Melander | Ta dej tid              | Gertrud Hemmel (t), Margareta Nilsson (m)                                      | Utslagen   |
| 4  | Nanne Grönvall     | Avundsjuk               | Nanne Grönvall (tm), Peter Grönvall (m)                                        | Till Final |
| 5  | Linda Eriksson     | Bara månen får se       | Torgny Söderberg (tm)                                                          | Utslagen   |
| 6  | Helena Eriksson    | Kärleken finns överallt | Frank Ådahl (tm)                                                               | Utslagen   |
| 7  | Fredrik Karlsson   | Långsamma timmar        | Fredrik Karlsson (t), Peter Svensson (m)                                       | Utslagen   |
| 8  | Myrra Malmberg     | Julia                   | Claes Andreasson (tm), Torbjörn Wassenius (tm)                                 | Till Final |
| 9  | Black Ingvars      | Cherie                  | Stephan Berg (tm)                                                              | Till Final |
| 10 | Jill Johnson       | Kärleken är             | Ingela "Pling" Forsman (t), Bobby Ljunggren (m), Håkan Almqvist (m)            | Till Final |

### Andra omgången

#### Poäng och placeringar
| Nr | Låt             | Luleå | Örebro | Umeå | Norr- köping | Falun | Karl- stad | Sunds- vall | Växjö | Stholm | Gbg | Malmö | Summa | Plac. |
| -- | --------------- | ----- | ------ | ---- | ------------ | ----- | ---------- | ----------- | ----- | ------ | --- | ----- | ----- | ----- |
| 2  | Ingen annan väg | 8     | 6      | 6    | 4            | 6     | 2          | 4           | 4     | 2      | 2   | 8     | 52    | 2     |
| 4  | Avundsjuk       | 1     | 1      | 1    | 6            | 2     | 4          | 6           | 2     | 4      | 4   | 4     | 35    | 4     |
| 8  | Julia           | 4     | 4      | 2    | 1            | 1     | 8          | 2           | 8     | 1      | 6   | 1     | 38    | 3     |
| 9  | Cherie          | 2     | 2      | 8    | 2            | 4     | 1          | 1           | 1     | 6      | 1   | 6     | 34    | 5     |
| 10 | Kärleken är     | 6     | 8      | 4    | 8            | 8     | 6          | 8           | 6     | 8      | 8   | 2     | 72    | 1     |

- Tittarsiffror: 2 878 000 tittare.[4]

### Juryuppläsare
- Luleå: Anita Lovén
- Örebro: Anneli Mensin
- Umeå: Anita Färingö
- Norrköping: Larz-Thure Ljungdahl
- Falun: Anders Rosén
- Karlstad: Ulf Schenkmanis
- Sundsvall: Maritta Selin
- Växjö: Lena Johansson
- Stockholm: Ulla Rundquist
- Göteborg: Gösta Hanson
- Malmö: Maud Uppling

## Eurovision Song Contest

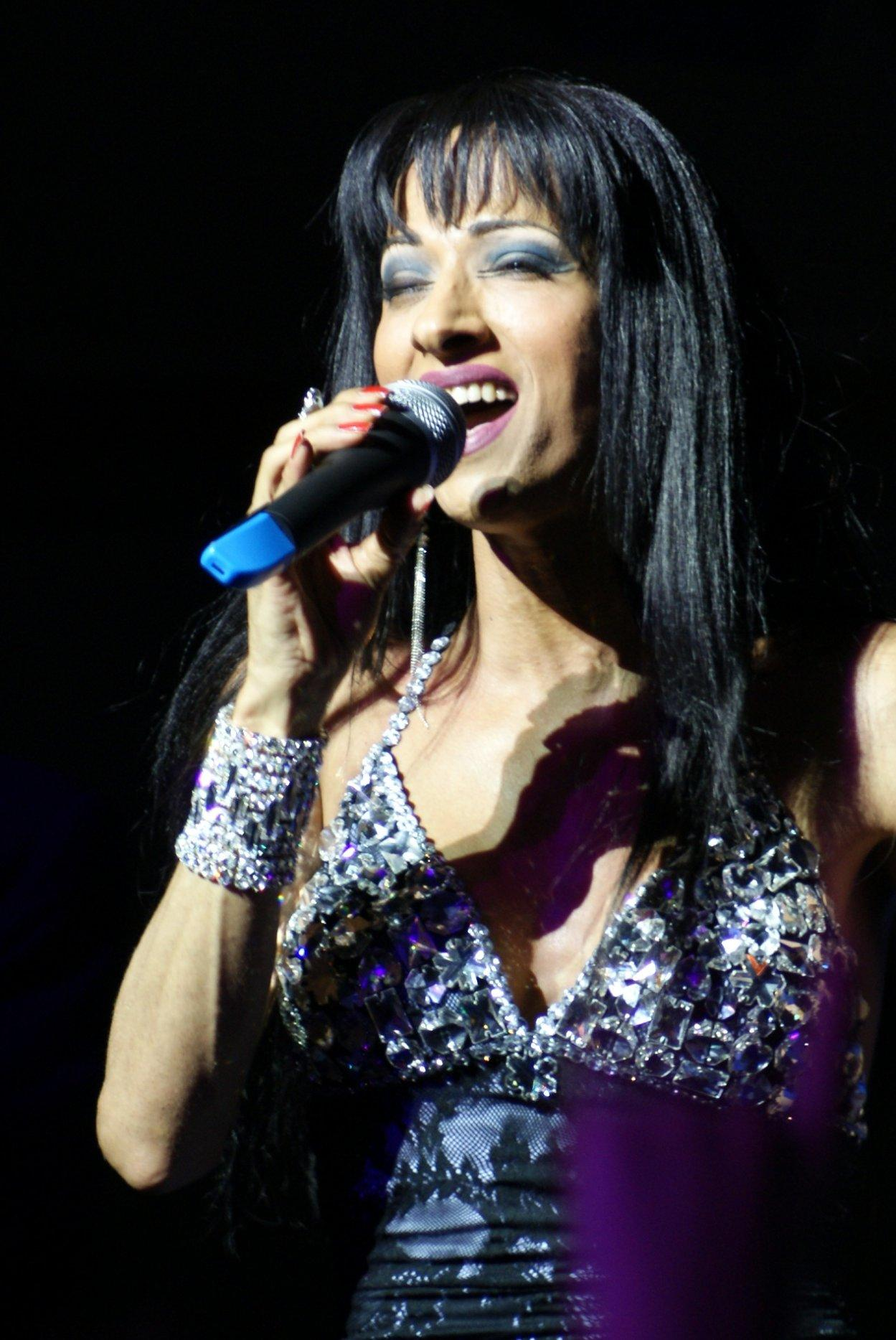
Dana International var den första transsexuella artist som tävlat i Eurovision Song Contest och som dessutom tog hem segern för sitt hemland Israel. Bild från 2008.

Irland hade vunnit fyra gånger på fem år men efter att landet fått arrangera igen året före tog nu Storbritannien hem vinsten och fick därför arrangera det här året (för sjätte gången). Tävlingen förlades till National Indoor Arena i Birmingham i Storbritannien den 9 maj 1998. Tjugofem länder deltog där Makedonien gjorde debut (de hade förvisso debuterat 1996 men klarade inte av kvalificeringen då) samt att Belgien, Finland, Israel, Rumänien och Slovakien fick återkomma igen (de hade fått avstå året innan på grund av dålig placering 1996), medan Bosnien och Hercegovina, Danmark, Island, Ryssland och Österrike fick avstå på grund av dålig placering i finalen året före. Italien ville inte vara med. Övriga länder, som inte räknats upp, hade fått en bra placering året före och fick därför deltaga igen. 
Efter föregående års testförsök med telefonröstning, började fler länder att ansluta sig till det systemet. I slutändan var det bara fyra länder (Irland, Rumänien, Turkiet och Ungern) som använde sig av juryröster, alla andra länder hade telefonröstning. 
Sverige startade som nummer nitton (av tjugofem länder) och slutade efter telefon- och juryröstningarna i varje land på tionde plats med 53 poäng. Detta år var för övrigt den sista gången som landet deltog med ett bidrag på svenska. Israel tog hem segern med 172 poäng, vilket blev landets tredje seger i Eurovisionen. Deras artist, Dana International, var den första transsexuella artisten som vann en Eurovision Song Contest. Hon hade skapat stora rubriker före finalen både i Europa men också i sitt hemland. Storbritannien blev tvåa med 166 poäng och bara en poäng efter kom Malta (med 165 poäng). Storbritanniens andraplacering det här året blev landets femtonde andraplacering. Det skulle ta 24 år innan nästa andraplacering, då år 2022 med bidraget SPACE MAN av Sam Ryder. Schweiz fick otur och blev placerad sist med noll poäng, vilket blev trettonde gången sedan 1975 att ett land blev utan poäng överhuvudtaget. Det kan också tilläggas att Nederländerna fick det här året sin dittills högsta placering sedan vinsten 1975, då de blev fyra, vilket förblev Nederländernas bästa placering till 2014 då de slutade på en andraplats.

### Fotnoter
1. ↑  Melodifestivalen 1998, 14 mars 1998, eftertexter.[källa från Wikidata]
2. ↑  ”Melodifestivalen 1998”. Sveriges Television. Arkiverad från originalet den 18 april 2013. https://archive.is/20130418142719/http://www.svt.se/melodifestivalen/ommelodifestivalen/melodifestivalen-1998. Läst 25 oktober 2012.
3. ↑  Bolander, Mattias (22 september 2010). ”Bidragsrekord för Melodifestivalen 2011”. Poplight. Arkiverad från originalet den 11 januari 2014. https://web.archive.org/web/20140111171023/http://poplight.zitiz.se/artikel/bidragsrekord-foer-melodifestivalen-2011. Läst 23 april 2012.
4. ↑  Mediamätning i Skandinavien